# 그랑디디에삼지창박쥐
그랑디디에삼지창박쥐(Paratriaenops auritus)는 잎코박쥐과에 속하는 박쥐의 일종이다. 마다가스카르섬의 토착종으로 이전에는 삼중잎코박쥐속(Triaenops)으로 분류했지만, 현재는 별도의 파라트리아이놉스속(Paratriaenops)으로 분류하고 있다.

## 분류
1912년 그랑디디에(Guillaume Grandidier)가 마다가스카르섬 북단의 디에고수아레즈(Diégo-Suarez, 현재의 안치라나나)에서 수집한 단 한 점의 형편없이 보존된 표본에 기초하여, "트리아이놉스 아우리타"(Triaenops aurita)라는 학명으로 처음 기술했다. 1939년 알렌(Glover Morris Allen)은 아프리카 포유류 목록에서 그랑디디에삼지창박쥐를 마다가스카르섬 서부 "트리아이놉스 푸르쿨라"(Triaenops furcula, 현재의 Paratriaenops furculus)의 이명으로 분류했으며, 1948년 삼중잎코박쥐속(Triaenops)에 대한 도스트(Jean Dorst)의 검토 결과도 일치하며, 1982년 힐(John Edwards Hill)의 검토도 마찬가지다. 그러나 1995년 마다가스카르 박쥐에 대한 연구에서 피터슨(R.L. Peterson) 등이 이 종들을 원상태로 복귀시키켰다.